# Hitlist
Hitlist was de groepsnaam van de hitlijsten van de Medialaan (nu DPG Media), de Hitlists werden samengesteld uit data van Nielsen Music Control, Nielsen Soundscan en De Vos & Jansen. Ze werden iedere zaterdag vernieuwd en gespeeld op zowel Qmusic, JIM (tot december 2015) als Joe.
Sinds 2019 blijven enkel Q-Top 40, Top 40 hitarchief & JOE Top 2000 over.

## Hitlijsten

### Top 40 hitlist
De top 40 hitlist is de algemene hitlijst van Q en JIM en bevat de 40 populairste nummers van dat moment.
- Presentatie: Bart-Jan Depraetere (voor Q)
- Presentatie: Gaëlle Garcia Diaz (voor JIM)

In 2019 vervangen door Q-Top 40.

### Tiplist
De tiplist geeft 30 populairste tips.

### Top 40 hitarchief
De top 40 hitarchief bevat de 40 beste nummers van een bepaalde datum zoveel jaar geleden die elke zaterdag van 12.00 uur tot 15.00 uur op Joe te horen is.
- Presentatie: Herbert Bruynseels

### Alternative hitlist
De alternative hitlist bevat de 20 populairste alternatieve nummers van dat moment.

### Dance hitlist
De dance hitlist bevat de 20 populairste dance nummers van dat moment.

### Belgian hitlist
De belgian hitlist bevat de 20 populairste Belgische nummers van dat moment.

### Urban hitlist
De urban hitlist bevat de 20 populairste urban nummers van dat moment.

### JOE Top 2000
De JOE Top 2000 bevat de 2000 beste nummers ooit gemaakt.